# گردشگری در سوریه

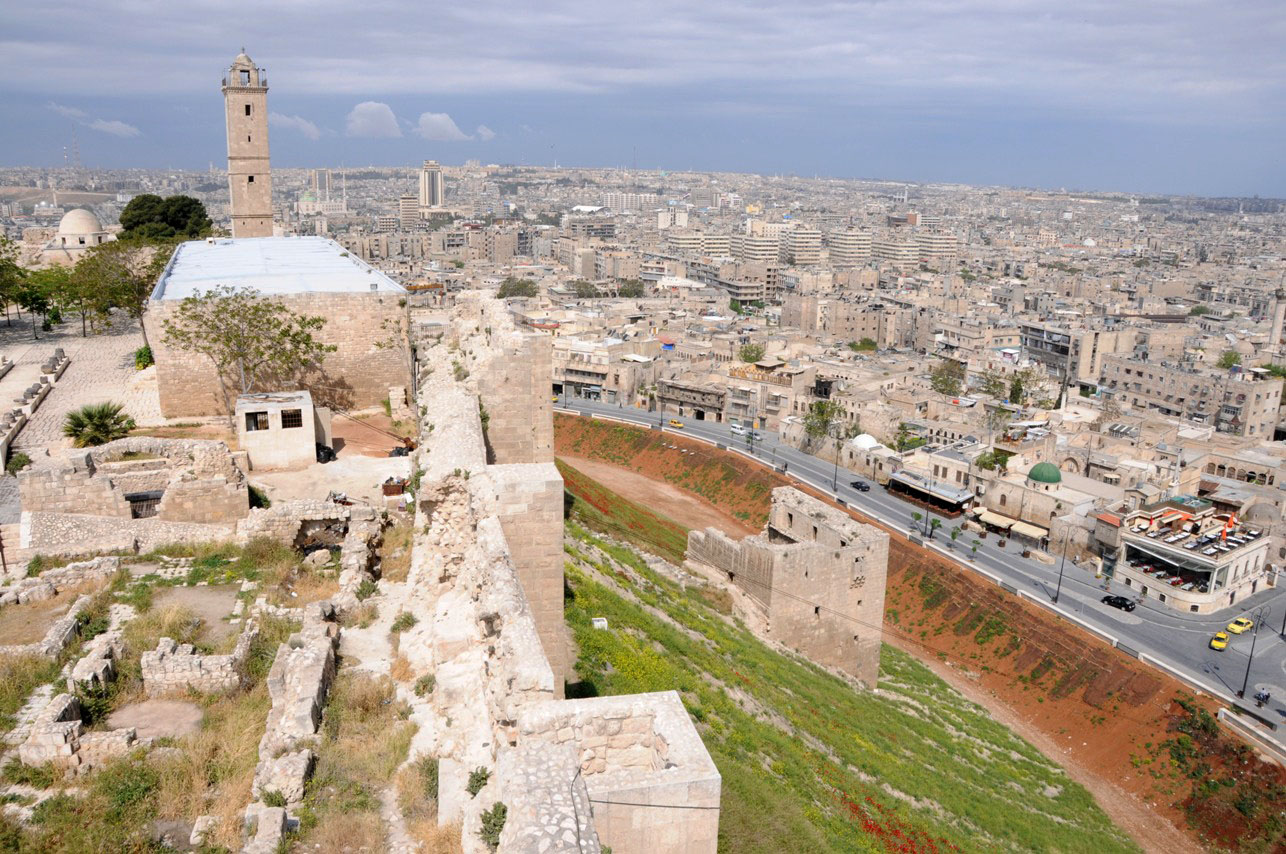
شش سایت میراث فرهنگی کشور سوریه در فهرست جهانی یونسکو به ثبت رسیده‌اند.

گردشگری در سوریه به دلیل وجود شهرهای تاریخی و شش سایت میراث فرهنگی شناخته شده که در فهرست جهانی به ثبت رسیده‌اند از اهمیت بالایی برخوردار بوده است. تا قبل از بحران سوریه حدود ۱۱ درصد از جمعیت شاغل سوریه در این صنعت فعال بودند.
در سال ۲۰۱۰ درآمدهای گردشگری ۱۴ درصد از تولید ناخالص ملی را تشکیل داده است. این کشور طبق رتبه‌بندی بین‌المللی یکی از امن‌ترین کشورهای جهان بود و در سال ۲۰۰۹ رتبه نخست را در هزینه مبارزه با تروریسم سازمان یافته داشت.
در سال ۲۰۱۴ هزینه سفرهای داخلی سوریه، ۵/ ۲۷ درصد از تولید ناخالص داخلی مستقیم صنعت سفر و گردشگری سوریه را تشکیل داد، درحالی‌که هزینه گردشگران ورودی به سوریه ۵/ ۷۲ درصد از تولید ناخالص داخلی مستقیم صنعت سفر و گردشگری بوده است.
حضور شبه نظامیان القاعده سبب کاهش گردشگران در این کشور شده است.

## مکان‌های تاریخی
سوریه بیش از ۱۳ هزار محل باستانی دارد. دراین کشور ۲۵ موزه میراث فرهنگی وجود دارد. در شش سایت میراث فرهنگی شناخته شده که در فهرست جهانی به ثبت رسیده‌اند، وجود دارد. آثار فاخر میراث فرهنگی که در این شش سایت موجود است عبارتند از:
- روستاهای باستانی شمال سوریه که ارزش معماری بالایی دارند
- شهر قدیمی بصره
- شهر قدیمی دمشق
- بناهای قرون‌وسطایی شهر حلب
- بازار سرپوشیده شهر حلب که بزرگ‌ترین بازار سرپوشیده تاریخی دنیاست
- مسجد اعظم حلب
- شهر حمص
- شهر حما
- مسجد جامع «العمری» شهر درعا که یکی از کهن‌ترین مساجد جهان اسلام است.[۲]
- تدمر
- قلعه باستانی سمعان (شمال حلب)

## صنعت گردشگری سوریه در خلال ناآرامی‌های کنونی
تخریب مکان‌های باستانی و بسته شدن هتل‌ها در اثر ناآرامی‌ها موجب افول صنعت گردشگری در سوریه شده است.
بسیاری از آثار تاریخی غارت شده توسط داعش به کشورهای اطراف سوریه
و فلسطین اشغالی انتقال داده شده است.

## خسارت‌های وارد شده

### حلب
بخش قدیمی حلب که بازار حلب و ارگ جزئی از آن محسوب می‌شود، در سال ۱۹۸۶ به‌عنوان میراث فرهنگ جهانی در فهرست یونسکو به ثبت رسید. با تشدید درگیری‌ها در حلب، صدمات زیادی به آثار تاریخی این شهر وارد شده و مغازه‌های چوبی این بازار هفتصد ساله در آتش سوختند و برخی مغازه‌ها به‌طور کامل تخریب شدند.
منطقه باستانی شهر قدیمی حلب تقاطع فرهنگی دنیا از هزاره دوم قبل از میلاد تاکنون بوده است.

### پالمیرا
این شهر باستانی در هزاره دوم قبل از میلاد مسیح ساخته شد. پالمیرا در سال ۱۹۸۰ در یونسکو ثبت جهانی شد.
با تصرف این شهر توسط داعش، ابولیث سعودی، فرمانده عملیات داعش در شهر باستانی پالمیرا در شبکه رادیویی «الوان اف‌ام» در سوریه دربارهٔ آینده این شهر گفت: 
ما آن طور که بسیاری فکر می‌کنند با بولدوزر به این شهر حمله نمی‌کنیم، ما این شهر باستانی را ویران نمی‌کنیم، اما مجسمه‌های موجود در آن را که گمراهان پرستش می‌کردند، پودر خواهیم کرد.
داعش در تیر ماه سال ۱۳۹۴، شش تندیس باستانی از جمله تندیس معروف به شیر اللات را تخریب کرد. کارشناسان این اقدام را بزرگترین جنایت داعش علیه میراث باستانی پالمیرا عنوان کردند. تخریب معبد تاریخی «بل» و «طاق نصرت» پالمیرا از دیگر اقدامات ضد فرهنگی داعش در این شهر است.